# Pavonia imatacensis
Pavonia imatacensis är en malvaväxtart som beskrevs av Julian Alfred Steyermark. Pavonia imatacensis ingår i släktet påfågelsmalvor, och familjen malvaväxter. Inga underarter finns listade i Catalogue of Life.